# Minor Blues
Ne pas confondre avec Minor Swing
Pour les articles homonymes, voir Minor et Blues (homonymie).
Clip vidéo
[vidéo] « Django Reinhardt - Minor Blues », sur YouTube
[vidéo] « Django Reinhardt - Minor Blues (1947) », sur YouTube
[vidéo] « Django Reinhardt - Minor Swing », sur YouTube
Blues en mineur ou Minor Blues (en anglais) est une célèbre composition de jazz blues-manouche, de Django Reinhardt et Stéphane Grappelli, enregistrée par Django Reinhardt à Bruxelles en 1942,, devenue un des premiers standards du jazz manouche.

## Historique
Django Reinhardt et Stéphane Grappelli composent ce titre avec leur Quintette du Hot Club de France, inspiré de leur précédent titre Minor Swing de 1937. Stéphane Grappelli quitte le groupe pendant la Seconde Guerre mondiale, avant de le réintégrer à la fin de la guerre. Django Reinhardt enregistre alors une première fois  ce titre en 1942, avec le petit label Rythme de Bruxelles en Belgique, en même temps que son titre Vous Et Moi, avec lui même à la guitare et au violon, accompagné par Ivon De Bie (de) au piano,,. Django Reinhardt réenregistre divers versions du titre après-guerre, entre autres en 1947 à Paris, avec son Quintette du Hot Club de France, avec Gérard Lévêque (de) ou Maurice Meunier à la clarinette, Eugène Vées (de) à la guitare rythmique, Emmanuel Soudieux à la contrebasse, et André Jourdan (de) à la batterie. Le titre est intégré à de nombreuses compilations de son œuvre.  

## Au cinéma
- 2017 : Django, d'Étienne Comar (inspiré d'une partie de la vie de Django Reinhardt)[8],[9].